# Sheffield United Football Club
O Sheffield United é um tradicional clube de futebol da Inglaterra, fundado em 1889.
Com sede na cidade de Sheffield, o clube de futebol foi formado através de um ramo do Sheffield United Cricket Club e é apelidado de The Blades, devido à história da sua cidade com a produção de aço. O clube joga os seus jogos com mando de campo no Bramall Lane desde a sua formação em 1889, estádio com capacidade para receber 32.702 pessoas. Atualmente disputa a EFL Championship, correspondente à segunda divisão do Campeonato Inglês.

## História

### Formação e tempos de glória
O clube foi formado por membros do Sheffield United Cricket Club, formado em 1854 e o primeiro clube desportivo inglês a usar "United" no seu nome. A alcunha predominante do Sheffield United é "The Blades", uma referência ao fato de Sheffield ser o maior produtor de cutelaria do Reino Unido. A alcunha original do United era, de fato, "The Cutlers", entre 1889 e 1912. Os rivais Wednesday tinham a alcunha de "The Blades" nos primeiros anos, mas em 1907 o Wednesday tornou-se oficialmente "The Owls", em referência ao seu novo estádio em Owlerton, e o United viria mais tarde a aclamar para si a alcunha "The Blades".[carece de fontes?]
O Sheffield United foi formado oficialmente a 22 de março de 1889, no Adelphi Hotel, em Sheffield (atualmente o local do Crucible Theatre), pelo presidente do Cricket Club, Sir Charles Clegg. O Wednesday tinha-se mudado de Bramall Lane para o seu próprio estádio, em Olive Grove, após uma disputa sobre as receitas de bilheteira, e os proprietário do Bramall Lane precisavam criar uma nova equipe para gerar receitas. Sir Charles Clegg era, aliás, também o presidente do The Wednesday.
O auge do United foi, sem dúvida, o período de 30 anos entre 1895 e 1925, quando foi campeão inglês em 1897-98 e vice-campeão em 1896-97 e 1899-1900, e vencedor da Copa da Inglaterra em 1899, 1902, 1915 e 1925. O United não ganhou nenhum troféu desde 1925, exceto os títulos de ligas inferiores, tendo as suas melhores prestações nas competições de taças sido várias presenças nas semifinais da Copa da Inglaterra e da Copa da Liga.

### Queda de rendimento e breve renascimento (1975-1994)
Os seus dias mais difíceis ocorreram entre 1975 e 1981. Depois de terminar em sexto lugar na Primeira Divisão no final da temporada 1974-75, foi rebaixado à Segunda Divisão na temporada seguinte e, três anos depois, caiu para a Terceira Divisão. Em 1981, o clube atingiu o ponto mais baixo da sua história ao ser rebaixado para a Quarta Divisão, mas foi campeão na sua primeira temporada na divisão de baixo e, dois anos depois, subiu à Segunda Divisão.
Em 1988, o clube caiu para a terceira divisão, mas o novo técnico Dave Bassett conseguiu uma rápida recuperação que levou os Blades a uma das eras de maior sucesso de sua história. As sucessivas promoções após o rebaixamento de 1988 levaram o clube de volta à primeira divisão em 1990, após 14 anos de exílio. Os Blades ficaram nesta divisão durante quatro temporadas (sendo membros fundadores da nova Premier League em 1992, depois de terem alcançado o nono lugar na última temporada da antiga Primeira Divisão) e chegaram a uma semifinal da FA Cup na temporada 1992-93, antes de serem despromovidos em 1994.

### Problemas financeiros e queda para a League One (1994-2013)
O Sheffield United permaneceu fora da primeira divisão durante os 12 anos seguintes, embora tenha se classificado para os play-offs com Howard Kendall, sucessor de Bassett, em 1997, e com Steve Thompson, treinador interino, em 1998. Em 2002-03, o clube teve a temporada mais bem sucedida da década, alcançando as semifinais das duas taças nacionais e a final do play-off da Division One, onde foi derrotado por 3-0 pelo Wolverhampton Wanderers. Três anos mais tarde, porém, Neil Warnock não conseguiu regressar à Premier League, com os Blades terminando em segundo lugar na Championship. O clube durou apenas uma temporada de volta à elite, antes de ser rebaixado da Premier League em meio à controvérsia em torno de Carlos Tévez, o jogador que foi contratado de forma controversa pelo West Ham United e cujas atuações desempenharam um papel importante na notável fuga do rebaixamento. Warnock demitiu-se do cargo de treinador após a descida dos Blades. A equipe também adquiriu o clube chinês Chengdu Tiancheng em 2006, redesenhou o emblema do clube ao estilo do emblema do Sheffield United e mudou o nome da equipe para "Chengdu Blades". A equipe foi dissolvida em 2015.
O clube teve dificuldades em se adaptar à vida no Championship, com uma folha salarial em espiral que não correspondia à qualidade dos jogadores contratados e uma sucessão de treinadores num curto espaço de tempo. Os Blades chegaram à final dos playoffs da Championship em 2009, sob o comando de Kevin Blackwell, mas o declínio começou. A temporada 2010-11 foi desastrosa, com o clube sendo comandado por três treinadores diferentes no espaço de uma temporada, que acabou resultando no rebaixamento para a League One, sob o comando de Micky Adams, que fez com que o clube fosse jogar no terceiro escalão do futebol inglês pela primeira vez desde 1989. O United se classificou para os play-offs da League One em 2011-12 e 2012-13, mas perdeu na final e nas semifinais, respetivamente.

### Aquisição saudita e regresso à primeira divisão (2013-presente)
Em setembro de 2013, Abdullah bin Mossad Al Saud, da Casa de Saud, comprou uma participação de 50% na empresa-mãe do United, a "Blades Leisure Ltd". Na altura, ambas as partes concordaram em incluir um mecanismo de "aviso de roleta" para pôr termo ao acordo quando não quisessem continuar a trabalhar em conjunto. Em 2014, o United chegou às semifinais da FA Cup em Wembley, mas perdeu por 5-3 para o Hull City. Em 2014-15, a equipe chegou às quartas de final da FA Cup e às semifinais da Copa da Liga. Em 2016-17, o United voltou a ser promovido para o segundo escalão sob a direção de Chris Wilder, um antigo torcedor e ex-jogador do United, conquistando o título da League One com 100 pontos. No final de 2017, o coproprietário Kevin McCabe notificou o Príncipe Abdullah, dando-lhe a opção de vender os seus 50% por 5 milhões de libras ou comprar os 50% de McCabe pelo mesmo preço. O príncipe Abdullah optou por comprar, mas McCabe recusou-se a vender, uma decisão que acabou sendo levada à Alta Corte de Justiça.
Na temporada 2018-19, o Sheffield United conseguiu a promoção automática para a Premier League. A primeira temporada do United de volta à Premier League, apesar de ter sido apontado por muitos para o rebaixamento, chegou a um nono lugar. Apesar disso, as disputas de propriedade entre o Príncipe Abdullah e McCabe continuaram. Em setembro de 2019, após 20 meses de litígio, a Alta Corte emitiu seu julgamento, exigindo que a empresa de McCabe vendesse suas ações do United. McCabe pediu permissão para apelar da Alta Corte e do Tribunal de Recurso, mas ambos os recursos foram rejeitados. Como resultado, o Príncipe Abdullah tornou-se o único proprietário beneficiário do clube. Na temporada 2020-21, o clube teve um início de temporada muito ruim, com apenas uma vitória nos primeiros dezoito jogos. Wilder deixou o clube por mútuo consentimento em março de 2021, tendo sido substituído por Paul Heckingbottom como treinador interino, que não conseguiu evitar a despromoção no final da temporada. Em maio de 2021, o clube nomeou Slaviša Jokanović como o novo técnico, tornando-o o primeiro treinador estrangeiro da história do clube. No entanto, Jokanović foi demitido em novembro de 2021 após um mau início de temporada e Heckingbottom foi renomeado como técnico, desta vez em caráter permanente. Heckingbottom nomeou os antigos jogadores do Sheffield United, Stuart McCall e Jack Lester como parte de sua equipe técnica. A temporada 2021-22 resultou num quinto lugar na Championship, perdendo nas semifinais do play-off para o Nottingham Forest nos pênaltis. Na temporada seguinte, Heckingbottom guiou o United de volta à Premier League, garantindo a promoção automática a partir de um segundo lugar. A equipe também chegou às semifinais da FA Cup, perdendo por 3-0 para o Manchester City no Estádio de Wembley.

## Torcedores e rivalidades
O Sheffield United conta com o apoio de uma vasta parcela da cidade e dos seus arredores, com filiais do clube oficial de torcedores em Swinton, Kiveton Park, Retford e Eckington. Além disso, existem grupos de torcedores em Essex, na Irlanda, nos Países Baixos e na Austrália, entre outros.
Um estudo de 2013 sobre as mensagens publicadas na rede social Twitter revelou que os torcedores do Blades têm as interações mais positivas com a conta oficial do seu clube entre todos os clubes do futebol inglês. O Sheffield United foi também considerado o clube com a torcida mais "obcecada" na Premier League de 2006–07, com os torcedores mencionando a equipe 110 vezes por dia, em média.
O United tem uma série de torcedores famosos, incluindo:
- Sean Bean, ator[16]
- Kell Brook, boxeador[16]
- Richard Caborn, político do Partido Trabalhista[17]
- Joe Elliott, cantor, compositor e músico[18]
- Jessica Ennis-Hill, medalha de ouro olímpica[19]
- Flea, cantor e ator[20]
- Matt Fitzpatrick, jogador de golfe[16]
- Paul Goodison, medalhista de ouro olímpico[21]
- Paul Heaton, músico[22]
- Ding Junhui, jogador profissional de snooker
- Mark Labbett, participante no programa televisivo de perguntas e respostas The Chase[23]
- Michael Palin, escritor e apresentador de televisão[24]
- Joe Root, jogador de críquete inglês[25]
- Juan Sebastián Verón, antigo futebolista internacional argentino[26]

### Rivalidades
O Sheffield United tem inúmeras rivalidades, sobretudo com outros clubes de Yorkshire. A rivalidade mais notável é com os seus vizinhos da cidade, o Sheffield Wednesday, com quem disputa o Steel City Derby (nome da indústria siderúrgica pela qual a cidade de Sheffield é mundialmente famosa).
O segundo maior rival do Sheffield United é o Leeds United, de West Yorkshire. Este jogo é conhecido como o Yorkshire Derby (as duas cidades de Sheffield e Leeds são as duas maiores cidades de Yorkshire). Os seus outros principais rivais são os clubes profissionais de South Yorkshire: Barnsley, Doncaster Rovers e Rotherham United. Estes jogos são conhecidos como "South Yorkshire derbies".
O Sheffield United também tem uma rivalidade com o Nottingham Forest, o que pode ser atribuído às greves dos mineiros da década de 1980, em que os trabalhadores das minas de Nottinghamshire não aderiram à greve (conhecida localmente como scabbing), enquanto os mineiros de outras regiões de Yorkshire o fizeram.
O West Ham United também se tornou um rival feroz devido à "saga Tevez" e às seguintes ações judiciais.

### Cânticos
Tal como muitos clubes ingleses, os torcedores do Sheffield United têm uma grande variedade de cânticos e canções. O mais famoso é The Greasy Chip Butty Song, cantado ao som de "Annie's Song", de John Denver.

## Títulos
| NACIONAIS | NACIONAIS                      | NACIONAIS | NACIONAIS                           |
|           | Competição                     | Títulos   | Temporadas                          |
| --------- | ------------------------------ | --------- | ----------------------------------- |
|           | Campeonato Inglês              | 1         | 1897-98                             |
|           | Copa da Inglaterra             | 4         | 1898-99, 1901-02, 1914-15 e 1924-25 |
|           | Campeonato Inglês - 2ª Divisão | 1         | 1952-53                             |
|           | Campeonato Inglês - 3ª Divisão | 1         | 2016-17                             |
|           | Campeonato Inglês - 4ª Divisão | 1         | 1981-82                             |